# Justizministerium der Republik Litauen

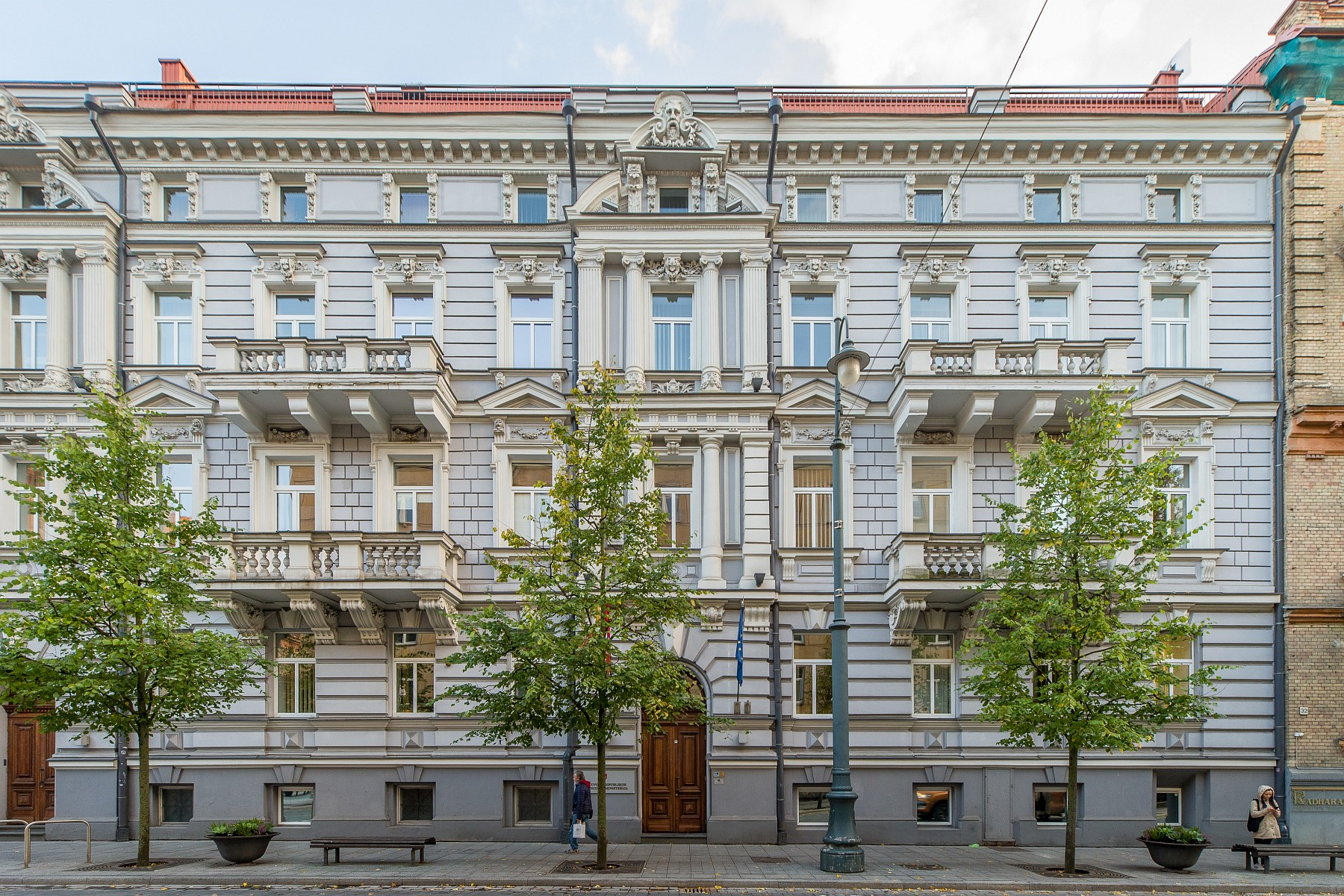
Das Gebäude des Ministeriums am Gediminas-Prospekt, der Hauptachse des Neuen Zentrums von Vilnius

Das Justizministerium der Republik Litauen (litauisch Lietuvos Respublikos teisingumo ministerija) ist das Justizministerium von Litauen und eines von 14 Ministerien der Regierung Litauens. Dienstsitz ist Vilnius.
Untergeordnete Organisationen sind Litauisches Institut für Recht, Litauisches Zentrum für Gerichtsexpertise, das Departament für Europarecht, Untersuchungsstelle für Verkehrsunfälle und -störungen u. a.

## Minister
- 1990–1991: Pranas Kūris
- 1991–1992: Vytautas Pakalniškis
- 1992: Zenonas Juknevičius
- 1992–1996: Jonas Prapiestis
- 1996–1999: Gintautas Bartkus (* 1966)
- 1999–2000: Gintaras Balčiūnas
- 2006–2008: Petras Baguška
- 2008–2012: Remigijus Šimašius, LRLS
- 2012–2016: Juozas Bernatonis (* 1953), LSDP
- 2016–2018: Milda Vainiutė (1962–2024), parteilos
- März/Mai 2018: Eimutis Misiūnas (* 1973), kommissarisch
- 2018–2020: Elvinas Jankevičius (* 1976)
- 2020–2024: Ewelina Dobrowolska, Laisvės partija
- Seit 12. Dezember 2024: Rimantas Mockus (* 1979), parteilos

## Vizeminister
- Irma Gudžiūnaitė (* 1988)
- Žydrūnas Plytnikas
- Eugenijus Šuliokas, LSDDP
- Ernestas Jurkonis[1]